# Gänget
För andra betydelser, se Gänget (olika betydelser).
Gänget (originaltitel: The Mod Squad) är en amerikansk TV-serie som visades på ABC mellan 1968 och 1973.
Huvudrollerna i denna polisserie innehades av Michael Cole, Peggy Lipton och Clarence Williams III som spelade tre unga poliser som arbetade under täckmantel.
I Sverige visades serien under en period på TV1 med start 1969.